# Försvarare (fotboll)
Försvarare eller försvarsspelare inom fotboll är benämningen på de utespelare i ett lag vars utgångsposition är i den bakre försvarslinjen av lagets spelsystem och vars huvudsakliga uppgift är att försvara det egna målet genom att avstyra motståndarnas attacker. Från att försvararna i äldre spelsystem uteslutande var inriktade på försvarsspel deltar de i den moderna fotbollen även i anfallsspelet.
Antalet försvarsspelare i ett lag är normal tre, fyra eller fem beroende på spelsystem och indelas traditionellt i tre typer: mittback, libero eller ytterback.

## Försvarare
Försvararna delas in i tre huvudgrupper: mittback, libero eller ytterback. Deras huvudsakliga roll är att försvara det egna målet genom att
- Organisera den egna försvarslinjen enligt spelsystem och positioner så att de förhindrar eller försvårar för motståndarnas anfallande spelare att förpassa bollen i, eller i närheten av, det egna målet.
- Markera motståndarnas anfallsspelare så att de inte kan nås med passningar.
- Hindra och stoppa motståndarnas anfall och väg mot egna målet genom att ta ifrån dem bollen genom så kallade tackling eller brytning.

Antalet försvarsspelare i ett lag varierar beroende på taktik och spelsystem, det vanligaste antalet är fyra, i ett offensivare spelsystem tre samt i ett defensivare fem. Det är fritt för laget att omdisponera antalet försvarare under en match helt efter egen taktik och det resultat som vill uppnås. Det är ingen skillnad i fotbollsreglerna för en försvarare, mittfältare eller anfallare, benämningarna används enbart för att beskriva spelarens ursprungsposition samt huvuduppgift i laget.

### Mittback
Mittbacken, även benämnd centerhalv (på engelska: centre-half, stopper eller central defender), har en position som utgår ifrån de inre delarna av det egna lagets försvarslinje. Den huvudsakliga uppgiften för en mittback är att hindra motståndarnas spelare, framför allt motståndarnas centrala anfallare, från att göra mål samt påbörja lagets anfallsspel från egen planhalva. 
I de flesta moderna spelsystem används två eller möjligtvis tre mittbackar.

### Libero
En libero (på engelska: sweeper) är en försvarsspelare som saknar markeringsuppdrag och istället är fri (liber) att hjälpa laget försvaret där det behövs. Liberons utgångsposition är normalt i mitten av försvarslinjen. Vissa lag har använt liberon som en uteslutande defensiv spelare, medan liberon i andra system haft frihet att även kliva fram i planen och delta i anfallet.
Under senare år har liberon blivit en allt ovanligare roll, detta hänger samman med att allt färre lag spelar med man-man-markering och istället spelar ett zonförsvar. Detta har gjort liberon delvis överflödig.

### Ytterback
Ytterbackar (på engelska: full-back eller wing-back) är de försvarare som har sin utgångspunkt på kanterna, utanför mittbackarna. Normalt sett används en ytterback på varje kant, de benämns därmed ofta som högerback respektive vänsterback.
Deras huvudsakliga uppgift är att hindra motståndarnas kantspelare att ta sig förbi egna försvarslinjen på kanterna och attackera egna målet eller skapa målchanser i form av passningar, så kallade inlägg, mot egna målet. I modern fotboll har ytterbackarna givits ett allt större offensivt ansvar. De ger laget bredd i anfallsspelet och ska själva kunna ta sig förbi motståndarnas kantspelare för att slå inlägg mot motståndarnas mål.
I spelsystem som använder sig av tre mittbackar får ytterbackarna oftast en högre utgångsposition, ibland i höjd med mittfältet.